# Hans Rissenberch
 Hans Rissenberch  (aussi transcrit Ryssenberch) était un artisan orfèvre estonien du XVe siècle

## Biographie
Rissenberch eu une formation d’artisan en orfèvrerie et dès 1450, il exerce à Tallinn. Il produisit des œuvres pour Ivan III.
Il est connu pour ses Ostensoirs dont plusieurs se trouvent dans des institutions en Russie.